# Jan Carlos Vargas
Jan Carlos Vargas Campos (Bocas del Toro, Panamá, 27 de septiembre de 1994) es un futbolista panameño. Su posición es la de defensa central y su primer equipo profesional. Su equipo actual es la Semen Padang FC de la Liga 1 de Indonesia cedido por el Tauro FC.

## Trayectoria

### Tauro FC
Se formó en las categorías inferiores del Tauro FC y su debut profesional fue en la Primera División de Panamá el 19 de febrero de 2013 en la victoria 2 a 1 contra el Atlético Chiriquí en el Estadio Rommel Fernández en donde fue titular y jugó todo el partido. En la LPF Clausura 2013 jugó 2 partidos en donde fueron eliminados en las semifinales en donde perdieron en un marcador global de 3 a 2 contra el Sporting San Miguelito en donde no estaba convocado. Salió campeón de la LPF Apertura 2013 en donde le ganaron la final 1 a 0 contra el San Francisco FC en el Estadio Rommel Fernández en donde fue titular y jugó todo el partido, en dicho torneo jugó 12 partidos y anotó 1 gol. En la LPF Clausura 2014 jugó 7 partidos en donde quedaron en la octava posición. En la Liga de Campeones de la Concacaf 2014-15 jugó 2 partidos en donde fueron eliminados en la fase de grupos en donde quedaron en la última posición del grupo 4. En la LPF Apertura 2014 jugó 10 partidos en donde fueron eliminados en las semifinales en donde perdieron 4 a 3 en la tanda de penales en donde quedó un marcador global de 2 a 2 contra el Sporting San Miguelito en donde jugó en los 2 partidos. En la LPF Clausura 2015 jugó 9 partidos en donde quedaron en la octava posición. En la LPF Apertura 2015 jugó 13 partidos en donde quedaron en la sexta posición. En la LPF Clausura 2016 jugó 14 partidos y anotó 1 gol en donde quedaron nuevamente en la sexta posición. En la LPF Apertura 2016 jugó 19 partidos en donde fueron eliminados en las semifinales en donde perdieron en un marcador global de 3 a 5 contra el CD Árabe Unido en donde jugó en los 2 partidos. Salió campeón de la LPF Clausura 2017 en donde ganaron la final 1 a 0 contra el CD Árabe Unido en el Estadio Rommel Fernández en donde fue titular y jugó todo el partido, en dicho torneo jugó 13 partidos.

### Deportivo Táchira
El 5 de diciembre de 2017 fue anunciado su cesión al Deportivo Táchira, cedido por el Tauro FC. Debutó con el club en un partido de la Copa Libertadores el 22 de enero de 2018 en el empate 1 a 1 contra el Club Deportivo Macará en el Estadio Bellavista en donde fue titular y jugó todo el partido. En la Copa Libertadores 2018 jugó 4 partidos en donde quedaron eliminados en la fase 2 de la Fase clasificatoria en donde perdieron en un marcador global de 2 a 3 contra el Club Independiente Santa Fe en donde jugó en los 2 partidos. En el Torneo Apertura 2018 jugó 16 partidos y anotó 1 gol en donde quedaron en la décima posición quedándose a unos pasos de clasificarse a la liguilla.

### Tauro FC
El 1 de julio de 2018 fue anunciado su regreso al Tauro FC después de su cesión en Venezuela siendo esta su segunda etapa con el club. Disputó con el club el 6 de agosto de 2018 en el empate 2 a 2 contra el Alianza FC en el Estadio Luis Ernesto Cascarita Tapia en donde fue titular y jugó todo el partido. En el Liga Concacaf 2018 jugó 6 partidos en donde fueron eliminados en las semifinales en donde perdieron en un marcador global de 3 a 2 contra el Fútbol Club Motagua en donde jugó en los 2 partidos. Salió campeón del Torneo Apertura 2018 en donde ganaron la final 1 a 2 en los tiempos extras contra el Costa del Este FC en el Estadio Rommel Fernández en donde fue titular y jugó todo el partido, en dicho jugó 21 partidos y anotó 1 gol. En el Torneo Clausura 2019 jugó 19 partidos en donde fueron eliminados en las semifinales en donde perdieron en un marcador global de 2 a 1 contra el San Francisco FC en donde jugó en los 2 partidos. En la Liga Concacaf 2019 jugó 2 partidos en donde fueron eliminados en los Octavos de final en donde en donde perdieron en un marcador global de 1 a 2 contra el Alianza Fútbol Club en donde jugó en los 2 partidos. Salió campeón del Torneo Apertura 2019 en donde le ganaron la final 0 a 2 contra el Costa del Este FC en el Estadio Rommel Fernández en donde fue titular y jugó todo el partido, en dicho torneo jugó 17 partidos. En el Torneo Apertura 2020 solo jugó 8 partidos porque se canceló por el COVID 19.

### Barakaldo CF
El 27 de agosto de 2020 fue anunciado su cesión al Barakaldo CF, cedido por el Tauro FC. Detuvo con el club el 10 de octubre de 2020 en un partido de la Copa Federación en la derrota 1 a 0 contra el SD Balmaseda en el Estadio La Baluga en donde fue titular y jugó todo el partido. En la Copa Real Federación Española de Fútbol 2020 jugó 1 partido en donde fueron eliminados en las Dieciseisavos de final en el partido de su debut. En la Segunda División B de España 2020-21 jugó 10 partidos y anotó 2 goles en donde quedaron en la séptima posición del Grupo II - E de Segunda fase por la permanencia en Segunda División RFEF en donde descendieron a la Tercera División RFEF.

### Tauro FC
El 10 de abril de 2021 su regreso al Tauro FC después su cesión en España siendo esta su tercera etapa con el club. Disputó si primer partido después de su regreso el 15 de abril de 2021 en la derrota 1 a 0 contra el Veraguas United FC en el Estadio de Atalaya en donde fue titular y jugó todo el partido. En el Torneo Apertura 2021 jugó 6 partidos en donde quedaron en el cuarta posición en la conferencia este en donde se quedaron en a un paso de clasificarse a los playoff.

### UD Melilla
El 21 de agosto de 2021 fue anunciado su cesión al UD Melilla, cedido por el Tauro FC. Debutó con el club el 3 de octubre de 2021 en la derrota 2 a 3 contra el Mar Menor FC en el Estadio Municipal Álvarez Claro en donde fue suplente y entró al minuto 72 por Mohamed Chabboura. En la Copa Federación 2021 jugó 1 partido en donde fueron eliminados en los Dieciseisavos de final en donde perdieron 3 a 2 contra el Yeclano Deportivo en el Estadio La Constitución en donde fue titular, anotó el segundo gol del equipo al minuto 75 y jugó todo el partido. En la Segunda División RFEF 2021-22 jugó 24 partidos y anotó 1 gol en donde quedaron en la novena posición grupo V.

### Tauro FC
El 14 de julio de 2022 fue anunciado su regreso al Tauro FC después su cesión en España siendo esta su cuarta etapa con el club. Disputó su primer partido después de su regreso el 30 de julio de 2022 en el empate 0 a 0 contra el Alianza FC en el Estadio Javier Cruz en donde fue titular y jugó todo el partido. En la Liga Concacaf 2022 jugó 4 partidos en donde fueron eliminados en los cuartos de final en donde perdieron 4 a 5 en las tandas de los penales después de un marcador global de 0 a 0 contra el Fútbol Club Motagua en donde jugó en los 2 partidos. En el Torneo Clausura 2022 jugó 14 partidos y anotó 1 gol en donde quedaron en la quinta posición de la conferencia este. En la Liga de Campeones de la Concacaf 2023 jugó 2 partidos en donde fueron eliminados en los octavos de final en donde perdieron 3 a 0 contra el Club León en donde jugó en los 2 partidos. Fue subcampeón del Torneo Apertura 2023 en donde perdieron la final 3 a 1 contra el CA Independiente en el Estadio Rommel Fernández en donde fue titular y jugó todo el partido, en dicho torneo jugó 18 partidos y anotó 1 gol. Fue nuevamente subcampeón del Torneo Clausura 2023 en donde perdieron la final nuevamente esta vez 3 a 0 nuevamente contra CA Independiente en el Estadio Rommel Fernández en donde fue titular y jugó todo el partido, en dicho torneo jugó 16 partidos y anotó 2 goles. Salió campeón del Torneo Apertura 2024 en donde ganaron la final 2 a 0 contra el CD Plaza Amador en el Estadio Rommel Fernández en donde fue titular y jugó todo el partido, en dicho torneo jugó 16 partidos y anotó 2 goles.

### Semen Padang FC
El 9 de julio de 2024 fue anunciado como nuevo jugador del Semen Padang FC.

## Selección nacional

### Categorías inferiores
El fue convocado por la selección sub-22 de Panamá para disputar los Juegos Panamericanos de 2015 en donde estuvo como suplente en los 5 partidos en donde quedaron en el cuarto lugar en donde perdieron 3 a 1 contra Brasil en el Tim Hortons Field en donde fue suplente en el partido.

### Selección Absoluta
Debutó con la selección absoluta de Panamá el 28 de abril de 2016 en la victoria 0 a 2 contra Martinica en el Estadio Pierre Aliker en un partido amistoso en donde fue suplente y entró al minuto 78 por Josiel Núñez. Fue subcampeón de la Copa Centroamericana 2017 en donde jugó 2 partidos en donde quedaron en la segunda posición en la tabla general clasificándose a la copa oro. En la Copa de Oro de la Concacaf 2017 jugó  partidos en donde quedaron eliminados en los cuartos de final en donde perdieron 1 a 0 contra Costa Rica en el Lincoln Financial Field en donde fue suplente en el partido. En la Clasificación de Concacaf para la Copa Mundial de Fútbol de 2018 estuvo de suplente 5 partidos en donde quedaron en la tercera posición clasificándose a la copa del mundo. Fue uno de los convocados regulares a la selección por parte de Hernán Darío Gómez y tuvo grandes chances de ser uno de los 23 jugadores que irían a representar a Panamá en la Copa del Mundo Rusia 2018 pero al final no fue elegido. En la Liga de Naciones de la Concacaf 2019-20 estuvo de suplente en 3 partidos en donde quedaron eliminados en la fase de grupos en donde quedaron en la segunda posición del grupo B clasificándose a la copa oro.

### Participaciones en selección nacional
| Copa                      | Categoría | Sede           | Resultado        | Partidos | Goles |
| ------------------------- | --------- | -------------- | ---------------- | -------- | ----- |
| Juegos Panamericanos 2015 | Sub-22    | Canadá         | 4.º puesto       | 0        | 0     |
| Copa Centroamericana 2017 | Mayor     | Panamá         | Subcampeón       | 2        | 0     |
| Copa Oro 2017             | Mayor     | Estados Unidos | Cuartos de final | 1        | 0     |
| Liga de Naciones 2019-20  | Mayor     | Concacaf       | Fase de grupos   | 0        | 0     |

## Clubes
| Club                     | País      | Año         |
| ------------------------ | --------- | ----------- |
| Tauro FC                 | Panamá    | 2012 - 2018 |
| Deportivo Táchira        | Venezuela | 2018 - 2019 |
| Tauro FC                 | Panamá    | 2019 - 2020 |
| Barakaldo CF (cedido)    | España    | 2020 - 2021 |
| Tauro FC                 | Panamá    | 2021        |
| UD Melilla (cedido)      | España    | 2021 - 2022 |
| Tauro FC                 | Panamá    | 2022 - 2024 |
| Semen Padang FC (cedido) | Indonesia | 2024 - Act. |

## Palmarés

### Campeonatos nacionales
| Título           | Club     | País   | Año    |
| ---------------- | -------- | ------ | ------ |
| Primera División | Tauro FC | Panamá | 2013-A |
| Primera División | Tauro FC | Panamá | 2017-C |
| Primera División | Tauro FC | Panamá | 2018-A |
| Primera División | Tauro FC | Panamá | 2019-A |
| Primera División | Tauro FC | Panamá | 2024-A |